# Барр, Стивен
Стивен Барр (англ. Stephen M. Barr, род. 1953, — американский физик и писатель, профессор факультета физики и астрономии и директор Бартоловского научно-исследовательского института Делавэрского университета, почётный член Американского физического общества (2011), член Академии католической теологии (2010), первый президент Общества католических учёных (2016). 

## Биография
Степень доктора философии по физике получил в Принстонском университете в 1978 году. В 1978—1980 годах постдок в Пенсильванском университете, в 1980—1985 годах ассистент-исследователь Вашингтонского университета, в 1985—1987 годах научный сотрудник Брукхейвенской национальной лаборатории. С 1987 г. был принят на факультет Делавэрского университета, на котором и продолжает работать. В 2011 году был избран директором Бартоловского научно-исследовательского института этого университета. 
Женат на Кэтлин Уитни Барр. В семье 5 детей. 

## Научная деятельность
Специализировался в области физики элементарных частиц, в частности теориях Великого объединения, бариогенезисе. Является одним из разработчиков так называемой перевёрнутой модели SU(5) (англ. flipped SU(5) model), представленной в работе 1982 года. Предложил способ решения сильной CP-проблемы, найденный независимо Энн Нельсон и известный как механизм Нельсон — Барра. Автор свыше 170 статей в ведущих мировых физических журналах, таких как Physical Review Letters, Physical Review D, High Energy Physics и др.

## Апологетическая деятельность
Как практикующий католик, активно занимается апологетической деятельностью и публикует книги на тему диалога науки и религии, за что был неоднократно оценен Католической церковью. Является членом редколлегии и постоянным автором американского экуменического журнала First Things.

## Награды
- медаль Бенемеренти, выданная Папой Римским Бенедиктом XVI (2007)
- член Академии католической теологии (2010)
- почётный член Американского физического общества (2011)